# Juniperus osteosperma
Juniperus osteosperma är en cypressväxtart som först beskrevs av John Torrey, och fick sitt nu gällande namn av Elbert Luther Little. Juniperus osteosperma ingår i släktet enar och familjen cypressväxter. Inga underarter finns listade i Catalogue of Life.
Utbredningsområdet ligger i västra USA i delstaterna Arizona, Idaho, Utah, Montana, Wyoming, Kalifornien, New Mexico, Colorado och Nevada. Arten växer i låglandet och i bergstrakter mellan 450 och 2700 meter över havet. Juniperus osteosperma ingår i skogar och buskskogar där arter av ensläktet och tallsläktet dominerar. Typiska växter som hittas bredvid arten är Pinus edulis, Pinus monophylla, i syd även Pinus cembroides, röden, Juniperus occidentalis, Quercus gambelii, Ephedra viridis och arter av släktet Chrysothamnus. Denna en kan uthärda långa perioder med torka.
För beståndet är inga hot kända och hela populationen ökar. IUCN kategoriserar arten globalt som livskraftig.

## Bildgalleri

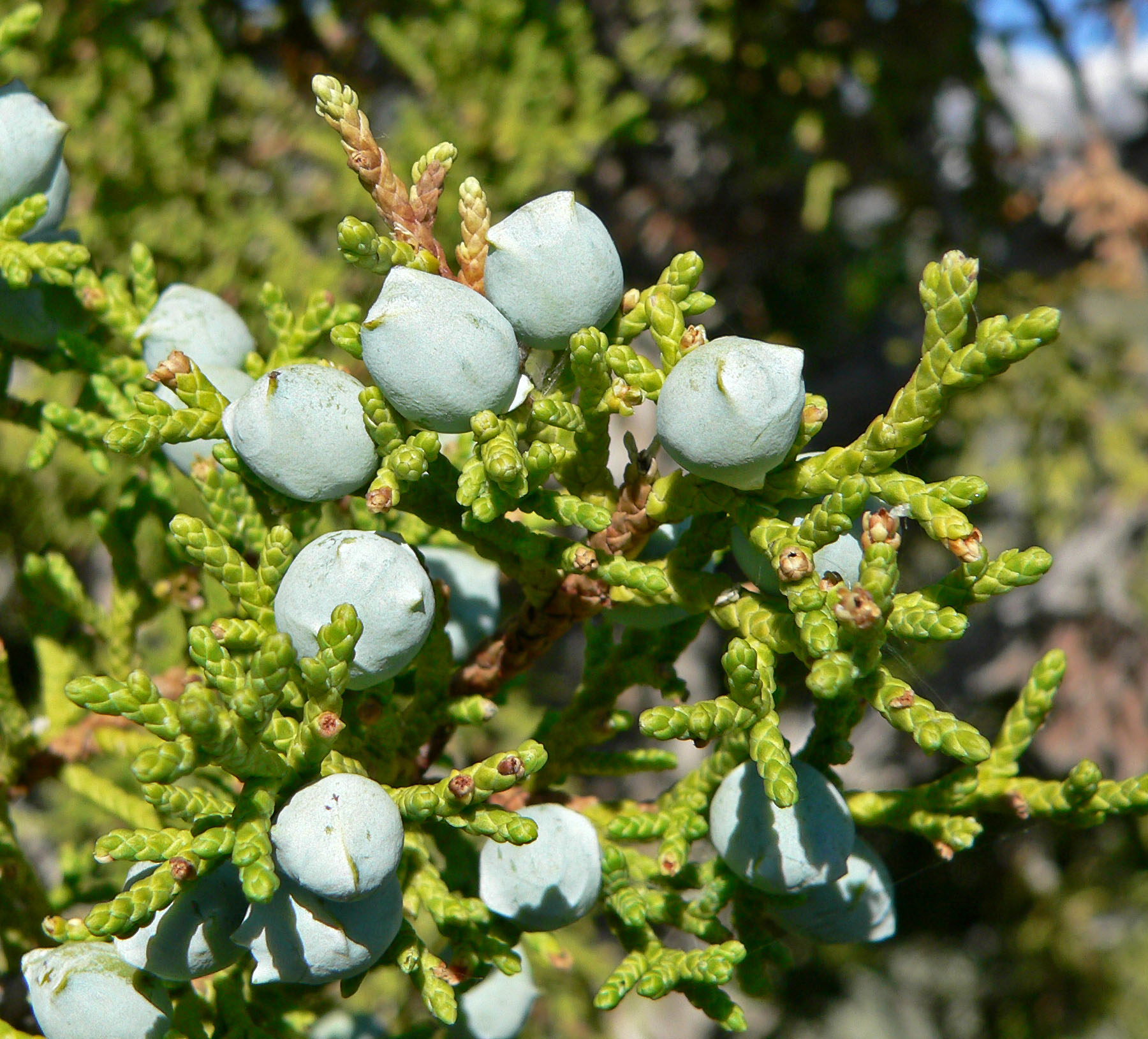
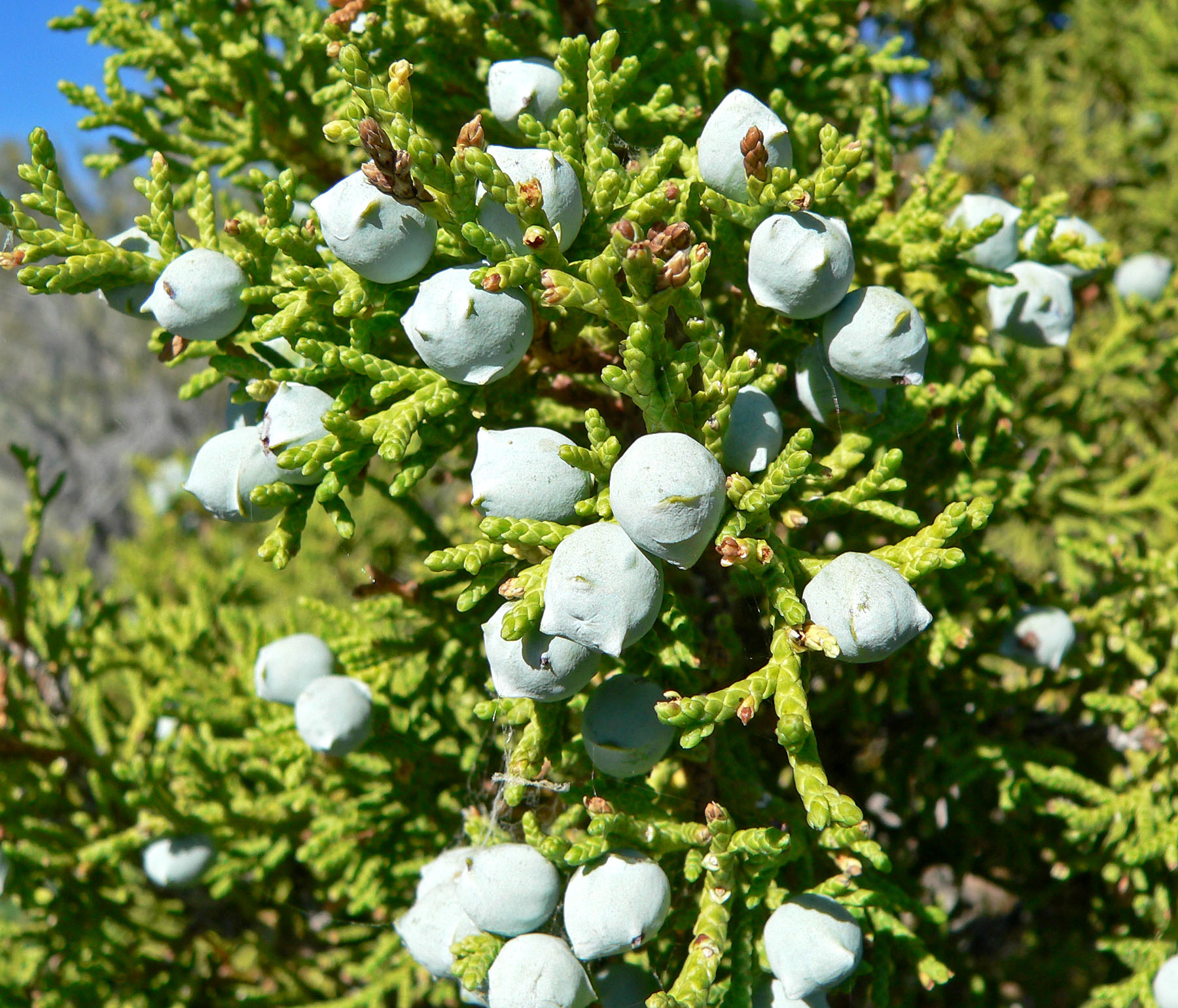
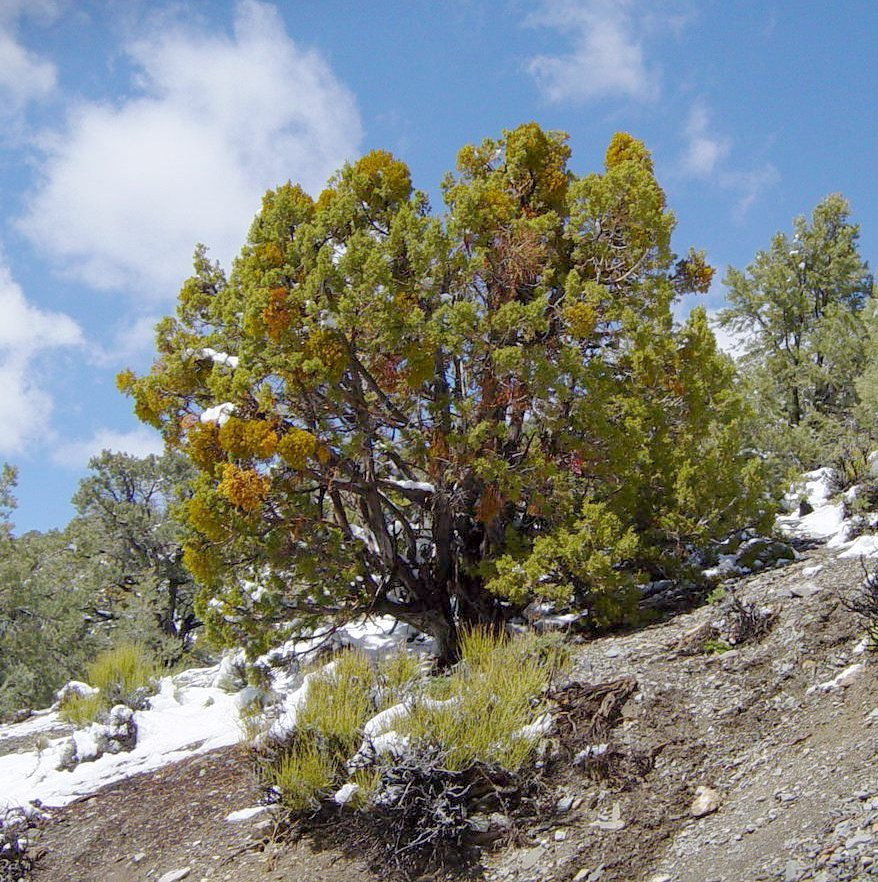
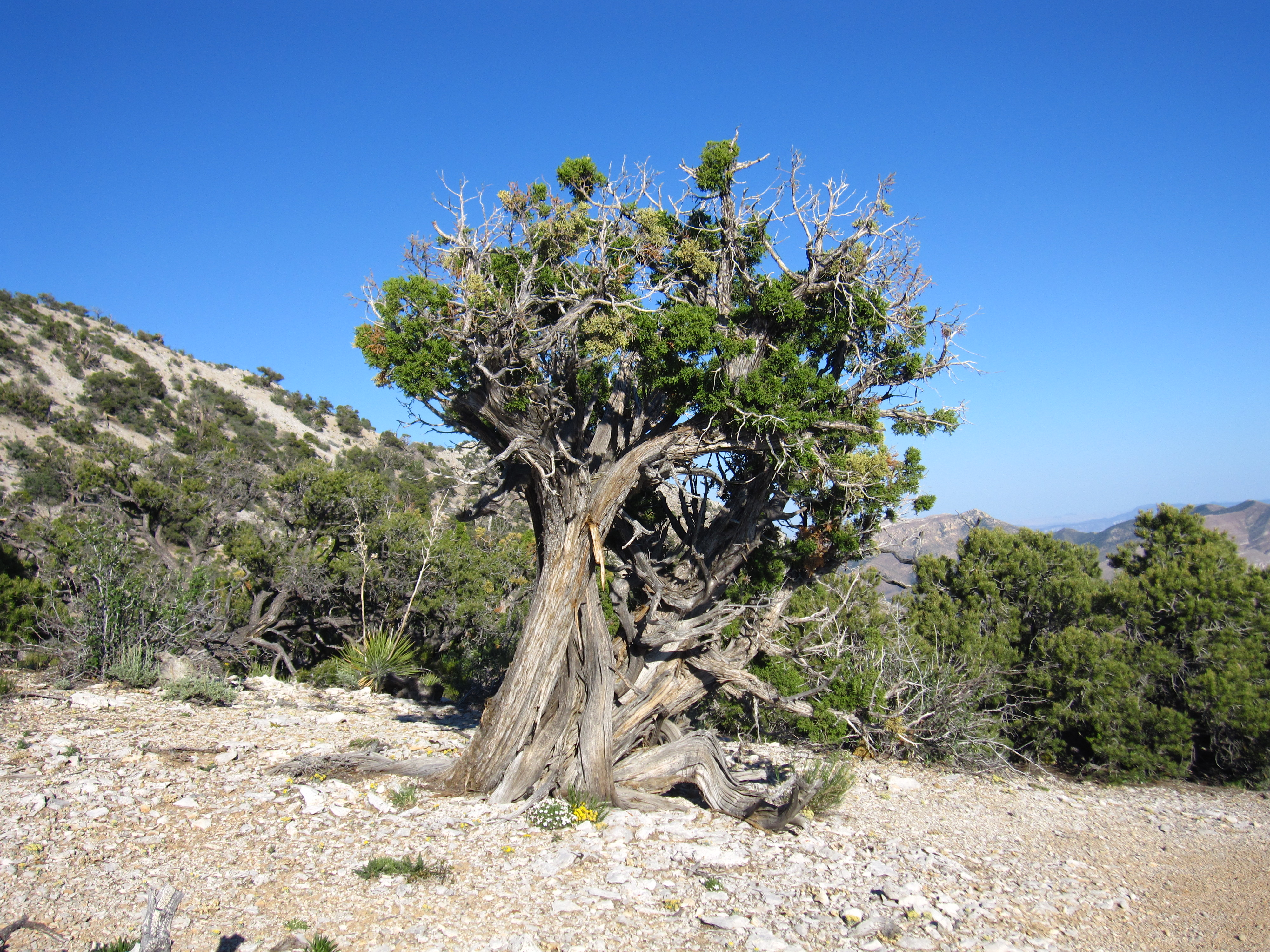
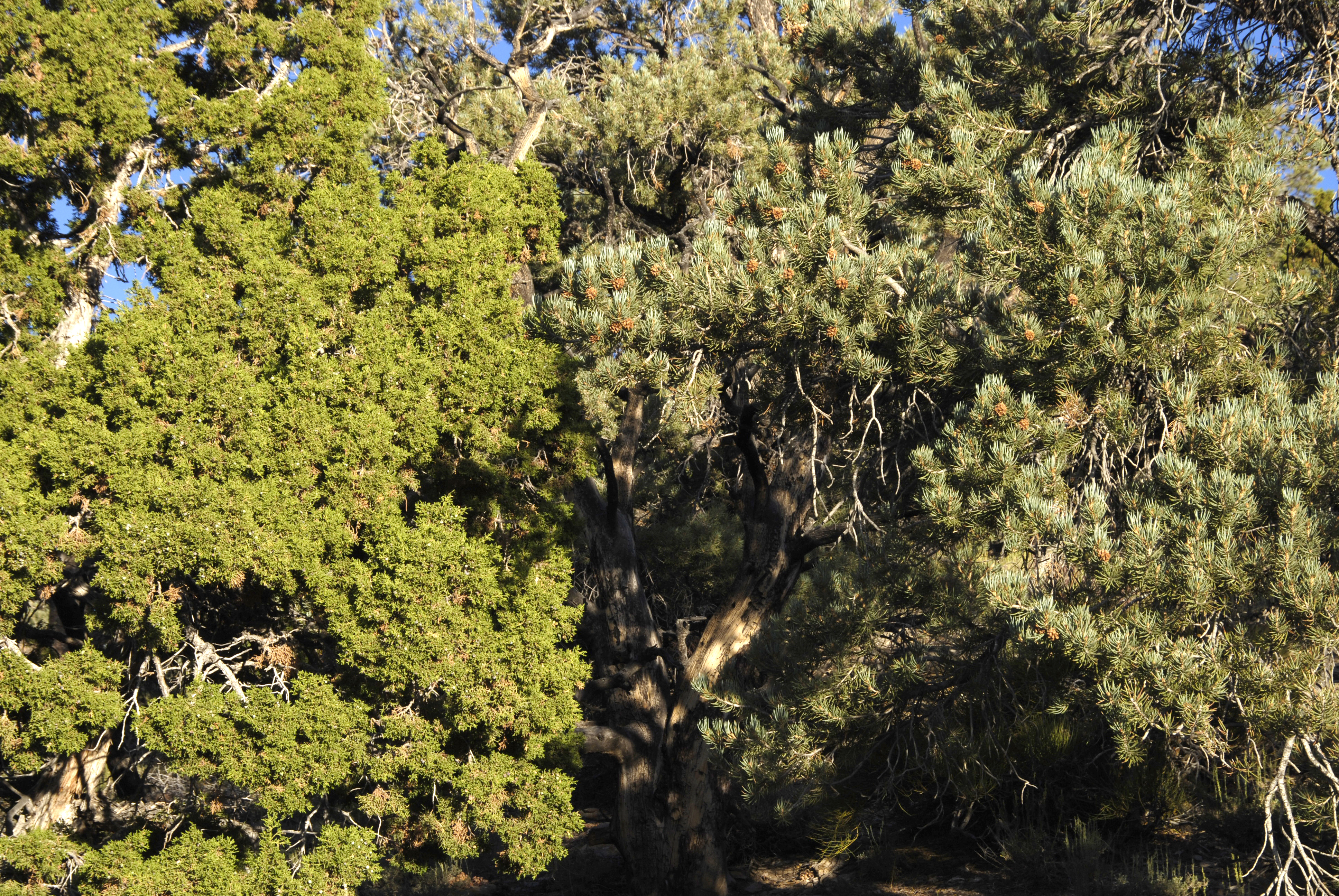
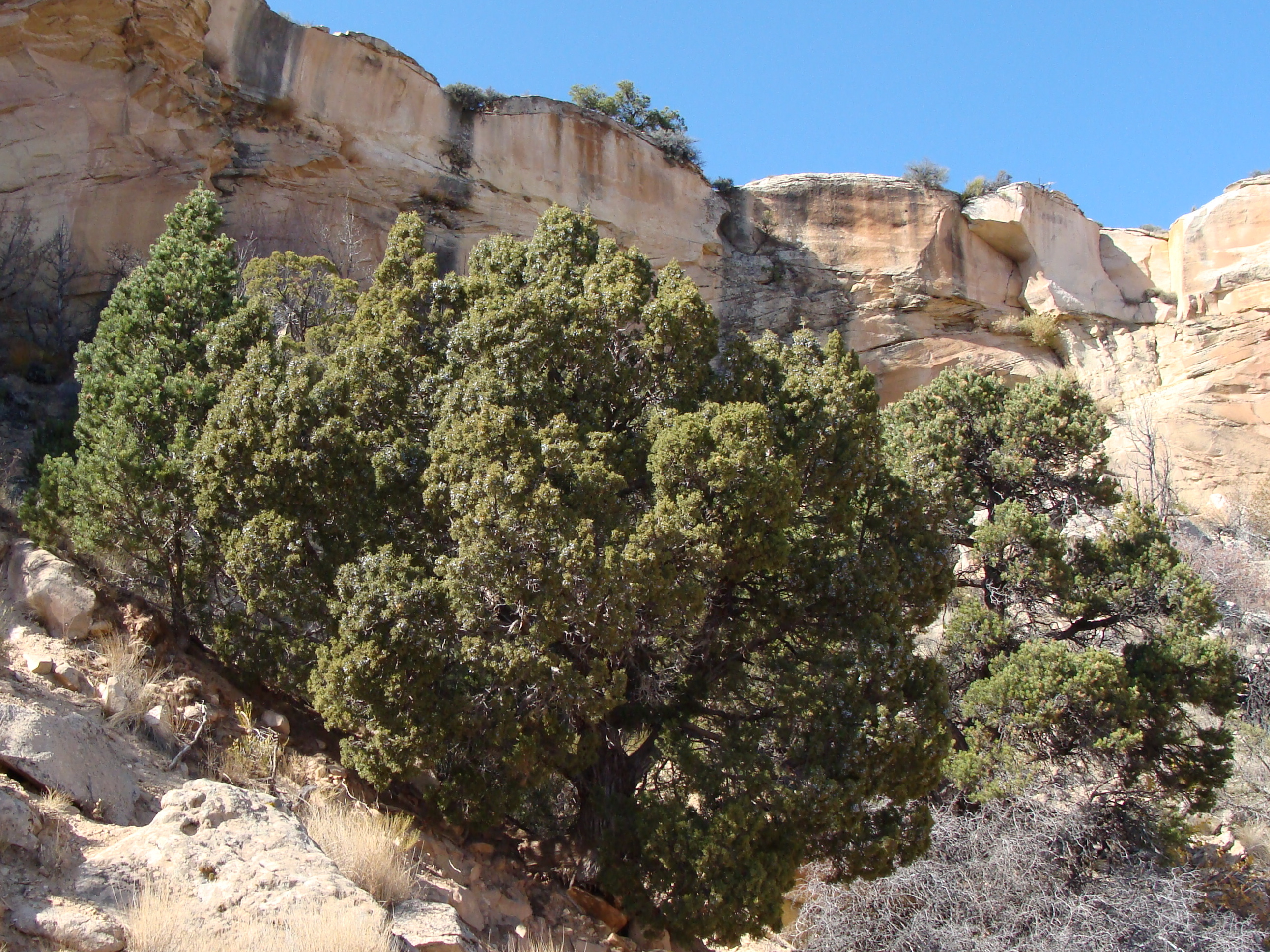